# Приморска митрополија
Приморска митролија (рус. Приморская митрополия) митрополија је Руске православне цркве.
Образована је одлуком Светог синода од 5/6. октобра 2011. године, а налази се у оквиру граница Приморске Покрајине. У њеном саставу се налазе три епархије: Арсенјевска, Владивостошка и Находкинска.